# Sirotrema translucens
Sirotrema translucens är en svampart som först beskrevs av H.D. Gordon, och fick sitt nu gällande namn av Bandoni 1986. Sirotrema translucens ingår i släktet Sirotrema och familjen Tremellaceae.   Inga underarter finns listade i Catalogue of Life.